# Typhlodromips ignotus
Typhlodromips ignotus är en spindeldjursart som beskrevs av John Stanley Beard 200. Typhlodromips ignotus ingår i släktet Typhlodromips och familjen Phytoseiidae. Inga underarter finns listade i Catalogue of Life.